# 中原弘貴
中原 弘貴（なかはら ひろき、2000年（平成12年）7月13日 - ）は、日本の俳優、ダンサー。大阪府出身。血液型はA型。プラチナムピクセル所属。

## 略歴
2018年、幼少期からの俳優やモデルへの憧れから「男子高生ミスターコン2018」にエントリー。9月24日に関⻄エリア準グランプリを受賞した。
2019年3月25日、ダンス＆ボーカルグループ「Zero PLANET」へ加入。同年11月28日よりドラマ・映画『貴族誕生 -PRINCE OF LEGEND-』に出演しテレビドラマ・映画出演を果たす。

## 人物
- 憧れの人物として俳優の窪田正孝を挙げている[1]。
- 趣味はフィルムカメラと散歩。

## 出演

### 舞台
- GRAVITY（2022年1月11日・13日・15日、中目黒キンケロ・シアター） - 悠人 役
- 舞台「The Great Gatsby In Tokyo」（2022年6月17日 - 21日、三越劇場）- ピート 役
- ミラクル☆ステージ『サンリオ男子』〜KIRAKIRA KANSAI PARADE #世界クロミ化計画〜（2023年3月24日 - 4月2日、AiiA 2.5 Theater Kobe / 4月14日 - 16日、品川プリンスホテル クラブeX） - 桃原宗汰 役
- 「マッシュル-MASHLE-」THE STAGE（2023年7月4日 - 11日、東京国際フォーラム ホールC / 7月15日 - 17日、AiiA 2.5 Theater Kobe）- ワース・マドル 役[5]
- 劇団「ハイキュー!!」旗揚げ公演（2023年8月19日 - 27日、品川プリンスホテル ステラボール） - 花巻貴大 役[6]
- 父が死んだ時、僕たちは何年かぶりに集まった。（2023年12月6日 - 10日、CBGKシブゲキ!!） - 主演（正木郁とW主演）[7]
- 主役の椅子はオレの椅子 Season2（2025年1月23日 - 26日、品川プリンスホテル クラブeX） - 主演・赤松タケト 役[8][9]

### テレビドラマ
- 貴族誕生 -PRINCE OF LEGEND-（2019年11月28日 - 12月26日、日本テレビ）- マイト 役
- 恋はつづくよどこまでも 第7話（2020年2月25日、TBS）
- 6 from HiGH&LOW THE WORST 第1話、第2話（2020年11月 - 12月、日本テレビ） - 不良 役
- ももいろ あんずいろ さくらいろ（2021年2月21日 - 3月28日、朝日放送テレビ） - 安藤翔 役
- 嘘から始まる恋（2021年6月27日、日本テレビ）
- 世にも奇妙な物語 21 秋の特別編「優等生」（2021年11月6日、フジテレビ） - クラスメイト 役
- 明日、私は誰かのカノジョ 最終話（2022年6月29日、MBS・TBS） - ゆあの新担当ホスト 役
- それでも結婚したいと、ヤツらが言った。 第7話、第8話（2023年2月15日・22日、テレビ東京） - 大菊柊 役

### WEB
- ブラックシンデレラ 第5話（2021年5月、AbemaTV）迷惑配信者 役
- 主役の椅子はオレの椅子 season2（2022年9月29日 - 12月15日、ABEMA）総合順位1位・主役獲得

### 映画
- 貴族降臨 -PRINCE OF LEGEND-（2020年3月13日公開) - マイト 役
- もしもあたしたちがサイサイじゃなかったら。＆HERO DOCUMENTARY FILM（2020年9月25日公開）

### ミュージックビデオ
- Kamin「ありよりのあり」（2019年）